# Río Casanare
Le río Casanare est une rivière de Colombie et un affluent du río Meta, donc un sous-affluent de l'Orénoque après son parcours frontalier, dans sa partie exclusivement vénézuélienne.

## Géographie
Le río Casanare prend sa source dans le parc national de la Sierra Nevada del Cocuy, à l'extrême ouest du département d'Arauca. Il coule ensuite vers l'est avant de rejoindre le río Meta, à la limite entre les départements d'Arauca, de Casanare et de Vichada.
Sur la plus grande partie de son cours, le río Casanare sert de frontière naturelle entre le département d'Arauca au nord et le département de Casanare au sud.